# Seneca – Oder: Über die Geburt von Erdbeben
Seneca – Oder: Über die Geburt von Erdbeben (Originaltitel: Seneca) ist ein Filmdrama von Robert Schwentke, das im Februar 2023 im Rahmen der Internationalen Filmfestspiele in Berlin seine Premiere feierte und im März 2023 in die deutschen Kinos kam. Der US-amerikanische Schauspieler John Malkovich ist in dem Film in der Titelrolle als der römische Philosoph Seneca zu sehen, der an seinen eigenen philosophischen Prinzipien scheitert, als sein ehemaliger Schüler Nero ihn zum Suizid zwingt.

## Handlung

### Vorgeschichte
Der Film beginnt mit verschiedenen Szenen aus der Vorgeschichte, die von einem Erzähler kommentiert werden und die Beziehung des Philosophen und Senators Seneca zu seinem Schüler Nero nachzeichnen. Dieser ist mit Senecas Unterstützung Präsident des Römischen Reiches geworden. Seneca erteilt ihm Rhetorikunterricht und versucht ihm beizubringen, wie er politische Morde als heilsame Maßnahme zum Wohl des Staates darstellen und die Gunst der kleinen Leute gewinnen kann. Nero zeigt sich allerdings rednerisch unbegabt.
Seneca ist als Berater und Redenschreiber Neros extrem reich geworden, hält erbauliche Vorträge am Hof und berät als beliebter Philosoph auch andere reiche Römer. Sein Vorhaben, Nero zu einem gütigen und gerechten Herrscher zu formen, hat auf den Präsidenten aber keine Wirkung. Nero entwickelt sich immer mehr zum selbstgefälligen Tyrannen. Als Seneca sich im Jahr 62 gegen die Ermordung von Neros Ehefrau Octavia ausspricht, die dieser loswerden will, um seine Geliebte Poppaea zu heiraten, wird Nero der moralisierenden Ermahnungen Senecas überdrüssig und demütigt ihn vor seinem Hofstaat.
Neros machtbewusste Mutter Agrippina, die Seneca vor Jahren aus der Verbannung errettet und an den Hof geholt hatte, warnt den Senator und rät ihm, ihrem Sohn nie zu widersprechen. Später ist Seneca zugegen, als Nero seine Mutter eigenhändig erschlägt, nachdem sie ein von ihm eingefädeltes Attentat überlebt hat. Seneca überhört Agrippinas Hilferufe ohne einzugreifen und rechtfertigt ihre Tötung anschließend in seinen Redemanuskripten für Nero.
Im Jahr 65 n. Chr. nutzt Nero eine gescheiterte Verschwörung gegen ihn, um gegen vermutete Gegner vorzugehen. Dabei nimmt er auch Seneca ins Visier, obwohl der mit dem geplanten Anschlag nichts zu tun hatte. An diesem Punkt setzt die Haupthandlung ein, die den Tag vor Senecas Tod schildert.

### Thyestes-Schauspiel
Auf einer Freilichtbühne in der Nähe seines Landsitzes im Umland Roms lässt Seneca ein von ihm verfasstes Theaterstück aufführen, zu dem er sechs Freunde aus der römischen Oberschicht eingeladen hat: die opiumsüchtige Witwe Lucia, die aus altrömischer Aristokratie stammt und kürzlich ihren Sohn verloren hat, zwei reiche Ehepaare und seinen Schüler Fabius. Als Schauspieler fungieren Senecas Leibarzt Statius und der junge Seneca-Schüler Lucilius, die die verfeindeten Brüder Atreus und Thyestes aus der griechischen Mythologie darstellen. Das Stück, das unter Senecas Leitung im Stil des modernen immersiven Theaters aufgeführt wird, soll die Zuschauer mit schockierenden Effekten überwältigen und ihnen die Übermacht des Bösen vor Augen führen. Ein von Atreus organisiertes angebliches Versöhnungsmahl, das der arglose Thyestes mit seinen Kindern besucht, wird zum blutigen Exzess, als Atreus die beiden Kinder tötet und deren Fleisch als Opfermahl ihrem Vater vorsetzt, der es unwissentlich verzehrt. Auf der Bühne werden zwei Sklavenjungen von Statius real erstochen und zerstückelt, was die Zuschauer mäßig entsetzt, während Seneca davon ungerührt sein Stück mit langatmigen philosophischen Reden kommentiert. Politische Anspielungen, die sich als Verspottung Neros verstehen lassen, verunsichern die Zuschauer zusätzlich, weil sie nicht ungefährlich sind. Eine während der Aufführung einsetzende Sonnenfinsternis verstärkt die Dramatik.

### Todesbotschaft
Nero begibt sich inzwischen in die Prätorianerkaserne, wo ihm der besonders brutale Optio Felix auffällt. Er erteilt ihm den Auftrag, Senator Seneca den Befehl zu überbringen, sich vor Sonnenaufgang des folgenden Tages selbst zu töten, weil er die Verschwörung angeführt habe. Am Nachmittag reitet Felix los, während sich Seneca und seine Gäste in seinem Landhaus auf ein geselliges Festmahl vorbereiten und sich über ihre Eindrücke von dem Theaterstück austauschen. Seneca spricht über die Gelassenheit, mit der man dem unvermeidlichen Übel begegnen soll, und von der Abwesenheit von Todesangst als seinem Lebensideal. Das Eintreffen des Boten unterbricht ihr Beisammensein nur kurz. Seneca nimmt die Botschaft im Kreis seiner Freunde betont gelassen entgegen, möchte aber noch einmal mit Nero darüber sprechen und das Missverständnis aufklären. Felix schlägt ihn daraufhin nieder und macht ihm klar, dass es keinen Ausweg gibt und ihm sein Reden nichts hilft. Seneca bleibt dennoch höflich und lädt den Soldaten zum Essen ein, was dieser ausschlägt und ankündigt, am Morgen wiederzukommen, um Senecas Leiche abzuholen.

### Reaktionen der Gäste
Senecas junge Ehefrau Paulina kehrt von einer Reise zurück und begrüßt die Gäste. Als Seneca sie beiseite nimmt und ihr von Neros Todesurteil berichtet, wird sie wütend und macht Seneca Vorwürfe. Er hätte sich nicht mit so bösartigen Leuten einlassen sollen, denn ihm hätte klar sein müssen, dass sie ihm Unglück bringen würden und Paulina ohne Seneca keine Zukunft habe.
Zurück bei den Gästen versucht Seneca, seine Tätigkeit für Nero zu rechtfertigen. Er habe das alles für Rom getan, denn ohne seinen Einfluss wäre Nero ein noch schlimmerer Präsident geworden. Bei dem Thema werden einige Gäste unruhig und wollen schon vor dem Essen aufbrechen. Statius übergibt jedem abreisenden Gast eine kleine Büste von Seneca als Andenken. Seneca versucht, sie zurückzuhalten. Er begreift nicht, dass sie sich nicht mehr sicher fühlen und kein Interesse haben, der Selbstinszenierung seines Todes beizuwohnen. Mit Rufus, von dessen Frau Balbina sich Seneca erotisch angezogen fühlt, kommt es vor der Abfahrt zum Streit. Seneca beschimpft ihn als „reichen Pisser“, der seine Frau schlägt und ängstlich an seinem Besitz hängt. Balbina wirft ihm vor, dass er selbst genauso reich ist; Seneca behauptet jedoch, als Philosoph von seinem Reichtum innerlich unabhängig zu sein.
Nach der Abreise der beiden Ehepaare möchte Lucia Seneca trösten, was diesen aber latent aggressiv macht, sodass er sie wegen ihrer Drogensucht verspottet. Sie hält ihm daraufhin seine Überheblichkeit vor und verletzt ihn, indem sie ihm offen sagt, dass viele Römer ihm seine Tugendhaftigkeit nicht abnehmen, ihn als Heuchler und Emporkömmling betrachten und über ihn lachen. Daraufhin wirft er die alte Dame eiskalt aus seinem Haus und schickt sie allein auf den nächtlichen Heimweg.

### Abschied von Paulina

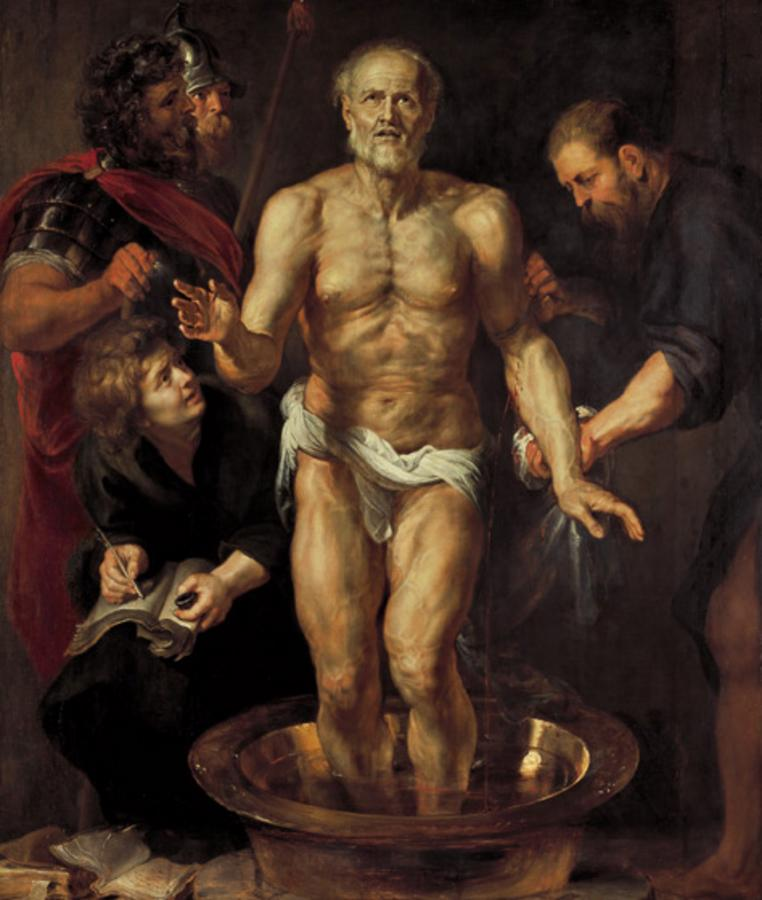
Die Figuren des mitschreibenden Schülers (Louis Hofmann) und des Arztes Statius Annaeus (Samuel Finzi) erinnern im äußeren Erscheinungsbild in Schwentkes Film sehr stark an das Gemälde Der sterbende Seneca von Peter Paul Rubens (um 1612/13, Alte Pinakothek München)

Danach zieht er sich mit seiner Frau in den Garten zurück und legt ihr nahe, mit ihm gemeinsam zu sterben. Paulina lässt sich überreden, weil sie Senecas Versprechen glaubt, sie werde auf diese Weise als schöne junge Schauspielerin in der allgemeinen Erinnerung weiterleben. Die beiden kehren ins Haus zurück und lassen sich von Statius vor aller Augen die Armschlagadern aufschneiden. Während Paulina rasch zu verbluten beginnt und ohnmächtig wird, verliert Seneca fast kein Blut, weil es in seinen Wunden schnell wieder gerinnt. Dabei redet er pausenlos über sich selbst und seine Überzeugungen, ohne sich ernsthaft um seine sterbende Frau zu kümmern. Schließlich ergreift Fabius die Initiative, wirft Seneca unerträgliche Arroganz vor, ein junges Mädchen für seine theatralischen Phantasien zu opfern. Zusammen mit dem Arzt Statius, der sich nun ebenfalls von Seneca abwendet, trägt er Paulina zu einer Sänfte, um sie fortzubringen und ihr Leben zu retten. Seneca versucht vergeblich, sie aufzuhalten, und bleibt allein mit Lucilius zurück.

### Schierlingsbecher und Hitzbad
Da das Ausbluten der Pulsadern nicht funktioniert, lässt Seneca sich von Lucilius einen Schierlingsbecher zubereiten. Er wünscht sich nun einen Tod wie Sokrates und hält wortreiche Abschiedsreden. Doch auch das Gift wirkt nicht, er schläft nur kurz ein und setzt seine Monologe nach dem Aufwachen zu Lucilius’ Erschrecken ungebrochen fort. Nun drängt er seinen Schüler, der Senecas Worte den ganzen Nachmittag mitschreiben musste, ihm ein überhitztes Bad einzulassen und ihn in das siedend heiße Wasser zu stoßen. Außerdem soll er Senecas letzte Worte protokollieren, doch Lucilius widerstrebt diese Aufgabe zunehmend. Als der Soldat Felix schon während der Nacht vorzeitig wieder im Haus erscheint, fürchtet Lucilius, selbst zu Schaden zu kommen. Er wisse genug über Senecas Lehren und werde sie richtig weitergeben, wolle jetzt aber gehen. Seneca gerät nun in Panik; er verlangt von Felix, die Abmachung zu erfüllen und ihm bis zum Morgen Zeit zu lassen. Als Lucilius das Haus fluchtartig verlässt, bemerkt Seneca, dass seine größte Angst darin bestand, sein Publikum zu verlieren. Bei einem Sturz schlägt sich Seneca einen Zahn aus und klagt laut über die Schmerzen. Felix zeigt seine Verachtung für das weinerliche Jammern Senecas und droht, ihn sofort zu töten, wenn er sich jetzt nicht beeilt. Seneca rafft sich auf und füllt den Badetrog mit heißem Wasser, traut sich dann aber nicht hinein. Er wird von Felix ins Wasser gestoßen, springt aber gleich auf der anderen Seite wieder hinaus und bleibt auf dem Steinfußboden liegen. Felix verlässt schließlich den Raum und lässt Seneca, der bis zuletzt mit sich selbst redet, allein sterben.

### Ende
Am Morgen holt der Soldat die Leiche Senecas und lädt sie auf seinen Packesel. Vorbei an einem Umspannwerk ziehen sie in der Morgendämmerung durch die wüstenartige Landschaft zur Stadt. In der Schlusssequenz liegt Senecas Leiche mit anderen Toten in einem Massengrab auf einer modernen Müllkippe und wird von einem Radlader zugescharrt, während der Erzähler über den Untergang des Römischen Reiches spricht. In der letzten Einstellung wird kurz der Selbstmord Neros im Jahr 68 gezeigt und vom Erzähler mit Senecas Tod verglichen.

## Produktion

### Regie, Drehbuch und Besetzung
Regie führte Robert Schwentke, der gemeinsam mit Matthew Wilder auch das Drehbuch schrieb. Darin werden verschiedene historische Quellen und Originaltexte von Seneca verarbeitet, nachdem Schwentke sich über mehrere Jahre mit dessen Beziehung zu Nero beschäftigt hatte. Einige Szenen sind von den Annalen des Tacitus inspiriert, andere von Cassius Dio und Sueton. Was ihn an Seneca faszinierte war, dass er so sehr den Eliten entspricht, die bis heute nicht in der Lage sind, erstarkte Barbaren in dieser Welt zu bekämpfen, die reaktionär, antidemokratisch und chauvinistisch auftreten und demokratische Strukturen ignorieren. Den Gefahren gegenüber, die von einem überall auf der Welt neuentstandenen Nationalismus ausgehen, sei eine impotente, wohlmeinende, belesene, distanzierte, selbstsüchtige Elite blind, so Schwentke.

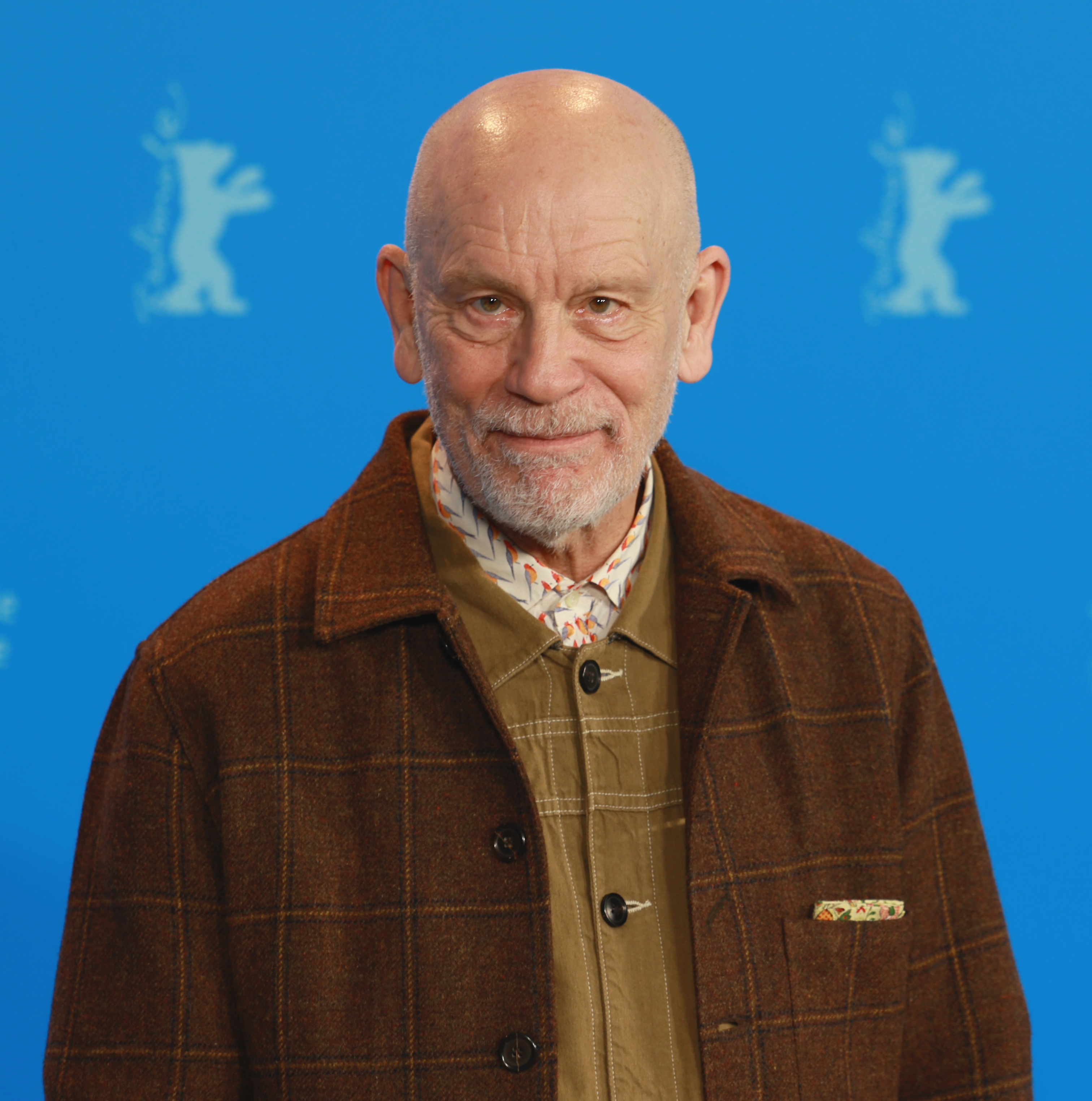
John Malkovich, hier bei der Premiere im Februar 2023 bei der Berlinale, spielt Seneca

Der Film ist als eine groteske Komödie über den letzten Tag im Leben des antiken Philosophen Lucius Annaeus Seneca und das despotische Regime Neros als Princeps im Alten Rom gedacht. Gleichzeitig sollte der Film auch eine Parabel über die Gefahren werden, die aus ausufernder Macht und totalitären Systemen resultieren, so der Regisseur. „Ich will damit meine Untersuchung der Formen des Opportunismus in totalitären Systemen fortsetzen, die ich mit Der Hauptmann begonnen habe. Der Ton meines Streifens ist übertrieben und tragikomisch“, erklärte er. So kombinierten sie die größte Verzweiflung mit kindischem Verhalten und Blutdurst mit der Komödie. Dies habe er schon in Der Hauptmann angewendet, und das sei auch eine perfekte Kombination für seinen Hauptdarsteller, so Schwentke. Ein bisschen verhalte es sich bei Seneca wie bei Tschechows Platonov, der in suizidaler Absicht von einer Klippe springt und in einer Pfütze landet. Seneca war an seinen eigenen philosophischen Grundsätzen gescheitert, als sein ehemaliger Schüler Nero ihn aus Überdruss zum Suizid zwingt.
John Malkovich spielt in der Titelrolle Seneca. Der US-amerikanische Schauspieler war bereits in Schwentkes R.E.D. – Älter, Härter, Besser in einer Hauptrolle zu sehen. In weiteren Rollen sind der deutsche Schauspieler Louis Hofmann als Lucilius, die Britin Geraldine Chaplin als Cecilia, die Briten Julian Sands und Andrew Koji als Rufus und Felix, der Deutsche Alexander Fehling als Decimus und der britische Nachwuchsschauspieler Tom Xander zu sehen. Letzterer spielt Kaiser Nero. Samuel Finzi, ein bulgarischer Schauspieler, der seit Jahrzehnten in Deutschland lebt und arbeitet, spielt Statius.

### Filmförderung und Dreharbeiten
Der Film, den Filmgalerie 451 gemeinsam mit Gretchenfilm, Kasbah Films, ZDF/ARTE und dropkick pictures produzierte, erhielt eine Produktionsförderung von der Beauftragten der Bundesregierung für Kultur und Medien in Höhe von 550.000 Euro, vom Deutschen Filmförderfonds in Höhe von rund 275.000 Euro, von der Film- und Medienstiftung NRW in Höhe von 200.000 Euro, vom Medienboard Berlin-Brandenburg ebenfalls von 200.000 Euro und von der Medien- und Filmgesellschaft Baden-Württemberg in Höhe von 210.000 Euro. Von der Beauftragten der Bundesregierung für Kultur und Medien wurde zudem eine Verleihförderung in Höhe von 50.000 Euro gewährt. Ebenso erhielt der Film von der Filmförderungsanstalt eine Verleihförderung in Höhe von 26.150 Euro.
Die Dreharbeiten wurden Ende September 2021 in Marokko begonnen. Hauptdarsteller Malkovich stand schon mehrere Male in dem Land im Nordwesten Afrikas vor der Kamera. Gedreht wurde in Essaouira und in der für ihre besondere Lehmarchitektur bekannten Stadt Ouarzazate in Südmarokko. Dort entstanden bereits Produktionen wie Orson Welles’ Othello, David Leans Lawrence von Arabien, Martin Scorseses Die letzte Versuchung Christi, Pier Paolo Pasolinis Edipo Re, Alejandro González Iñárritus Babel und Ridley Scotts Filme Gladiator und Königreich der Himmel. Um das Rom von 65 n. Chr. nachzubilden, verwendete die Produktion vorhandene Kulissen in den Studios der Stadt. Nach einer Location-Tour in Marokko schrieb Schwentke auch das Drehbuch und passte dieses an die vorhandenen Sets an. Als Kameramann fungierte der Belgier Benoît Debie.

### Filmmusik und Veröffentlichung
Die Filmmusik komponierte wie bei Schwentkes Filmen Der Hauptmann und Snake Eyes: G.I. Joe Origins Martin Todsharow.
Ein erster Trailer wurde Mitte Dezember 2022 vorgestellt. Die Premiere des Films war am 20. Februar 2023 im Rahmen der Internationalen Filmfestspiele in Berlin. Der Kinostart in Deutschland erfolgte am 23. März 2023. Der Weltvertrieb liegt bei Picture Tree International.

## Rezeption

### Kritiken
Dieter Oßwald, Filmkorrespondent der Gilde deutscher Filmkunsttheater, schreibt, mit wenigen Pinselstrichen würden in dem Film die Eckpfeiler der Geschichte des berühmten Philosophen Seneca skizziert und gezeigt, wie er zum Tyrannenflüsterer bei Nero wird und bei dem Despoten in Ungnade fällt. Robert Schwentke verspreche „Buñuels Dinnerparty, die niemals endet!“ und halte ein Füllhorn verrückter Ideen bereit, wobei auch Komik kaum zu kurz komme. Der Film könne als Vieles betrachtet werden, als verquastes Kunst-Kammerspiel oder vergnügliches Philosophie-Seminar über Macht, Korruption und Klimawandel. Ebenso sei es bei der Beurteilung des John Malkovich, ob es sich um eine schauspielerische Meisterleistung oder eine derart übertriebene Selbstbeweihräucherung handelt, dass es zur unfreiwilligen Parodie seiner Gockelhaftigkeit gerät.
Gaby Sikorski erklärt in ihrer Kritik bei Filmstarts, in Seneca gehe es gleich um ein ganzes Bündel von Themen, deren Bedeutung über Jahrtausende erhalten geblieben ist, beginnend bei Macht und Machtmissbrauch, weiter über Opportunismus und gutem und miesen Marketing sowie der korrekte Umgang mit Despoten. Sie resümiert, Seneca sei kein Monumental- oder Kostümfilm, sondern ein antiker Stoff im zeitlos künstlerischen Gewand mit aktuellen Anspielungen über das Versagen der Vernunft angesichts der grausamen Realität. So sei der Film auch eine Parabel über Macht und Machtmissbrauch und trotz des zeitlichen Rücksprungs um 2000 Jahre zur thematischen Weiterführung von Der Hauptmann geworden, in dem sich Schwentke ebenfalls schon intensiv mit Machtgier und Opportunismus beschäftigt hat.

### Auszeichnungen
Seneca wurde Mitte Januar 2023 in die Vorauswahl für den Deutschen Filmpreis aufgenommen.

## Synchronisation
Die deutsche Synchronisation entstand nach einem Dialogbuch von Klaus Terhoeven und der Dialogregie von Roland Hüve im Auftrag der logoSynchron GmbH, Köln.
| Rolle               | Darsteller         | Synchronsprecher     |
| ------------------- | ------------------ | -------------------- |
| Seneca              | John Malkovich     | Joachim Tennstedt    |
| Agrippina           | Mary-Louise Parker | Kordula Leiße        |
| Statius / Atreus    | Samuel Finzi       | Samuel Finzi         |
| Balbina             | Samia Chancri      | Samia Chancri        |
| Cecilia             | Annika Meier       | Annika Meier         |
| Decimus             | Alexander Fehling  | Alexander Fehling    |
| Fabius              | Wolfram Koch       | Wolfram Koch         |
| Felix               | Andrew Koji        | Heiko Obermöller     |
| Lucia               | Geraldine Chaplin  | Therese Dürrenberger |
| Nero                | Tom Xander         | Lars Walther         |
| Paulina             | Lilith Stangenberg | Lilith Stangenberg   |
| Piso                | Blerim Destani     | Blerim Destani       |
| Poppaea Sabina      | Nadia Benzakour    | Demet Fey            |
| Rufus               | Julian Sands       | Jochen Langner       |
| Centurio            | Waldemar Kobus     | Waldemar Kobus       |
| Lucilius / Thyestes | Louis Hofmann      | Louis Hofmann        |
| Erzähler            | (Jefferson Mays)   | Achim Buch           |